# 仲の瀬橋

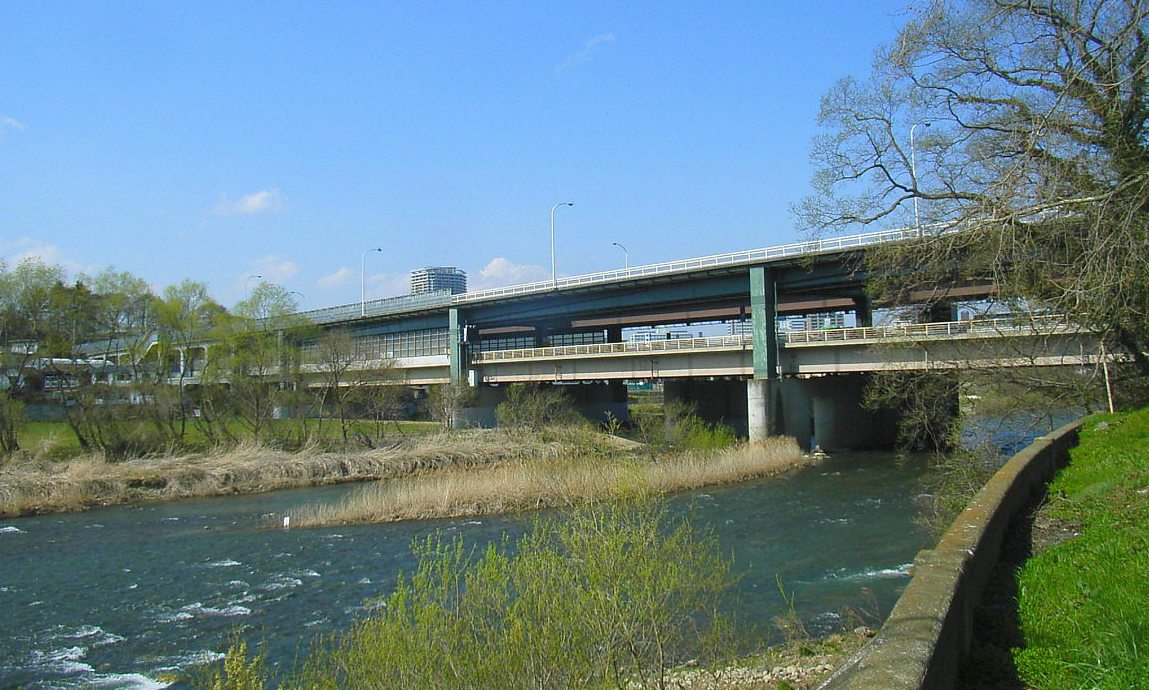
南から見た仲の瀬橋。

仲の瀬橋（なかのせばし）は、宮城県仙台市青葉区にあり、名取川水系の広瀬川に架かる橋である。この場所には江戸時代から橋が架けられていて、仲の瀬橋の名称も当時から続くものである。広瀬川の中洲である「中の瀬」を経由して橋が架けられていたことから仲の瀬橋と呼ばれた。 現在の仲の瀬橋は二層構造の橋梁で、橋の東側は西公園である。西側については、上層の道路は川内地区へ、下層の道路はトンネルを経て愛子盆地へ続く。

## 構造

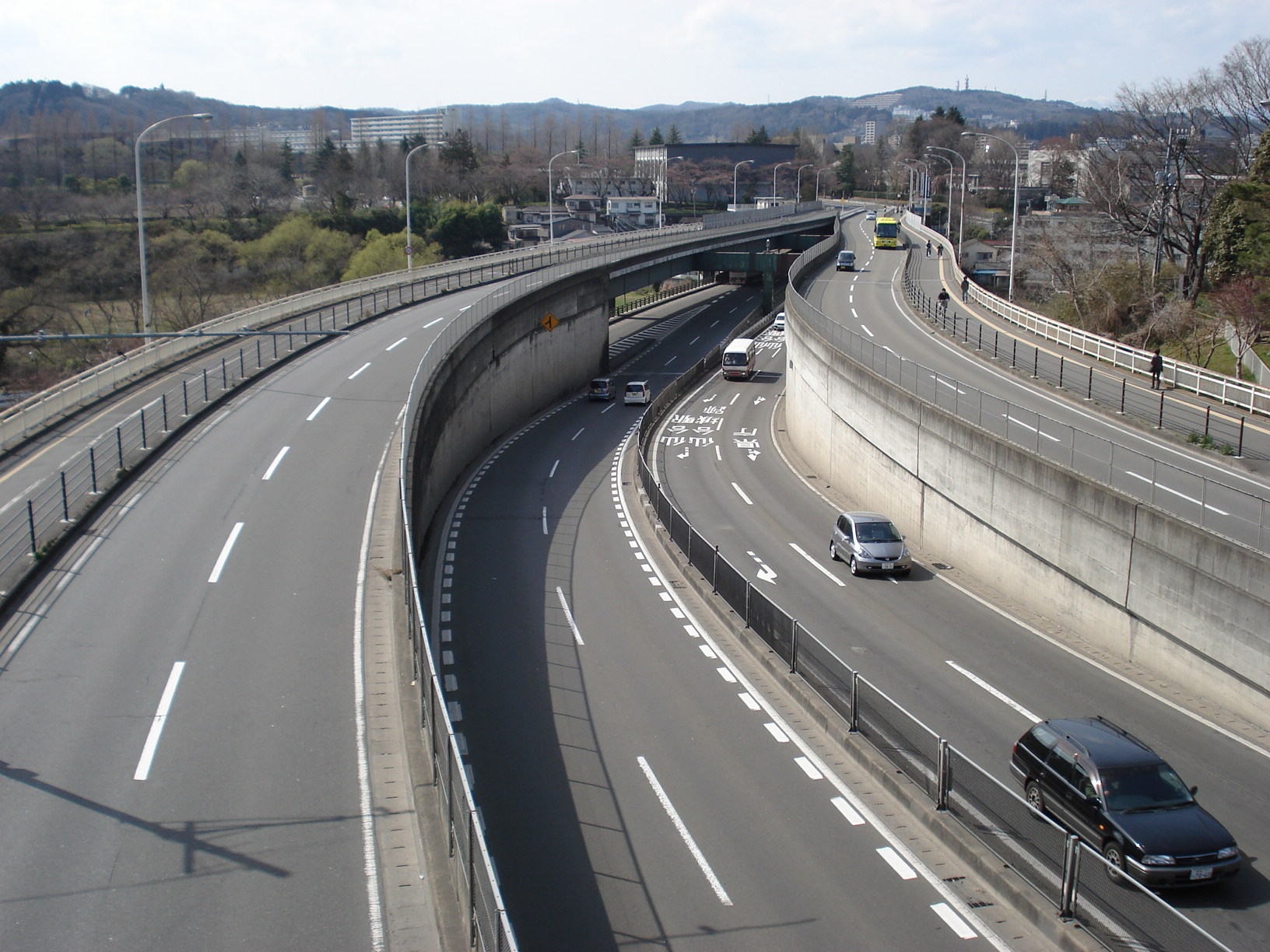
上層と下層の道路の分岐、合流。

仲の瀬橋の架かる場所は、広瀬川の河岸段丘である。橋の上下二層のうち、上層部の高さは仙台中町段丘に、下層部の高さは仙台下町段丘に当たる。
橋の東側において、下層の内側4車線と上層の4車線は合流し、西公園通りと交わる立町交差点に至る。下層の外側2車線は、トンネルで立町交差点をくぐり、北材木町通りとの十字路で広瀬通りと接続する。
橋の西側の段丘には住民が住んでいるため、橋の西側半分には上下層とも遮音壁が設置されている。また、橋の途中には地上と橋の上層をつなぐ階段が設置されている。この階段がある上層部にはバス停留所が設置されている。上層の道路は地上の道路とつながり、下層の道路は仙台西道路（国道48号バイパス）として川内トンネルとつながる。
現在の橋ができる前は、下町段丘同士を結ぶ橋があった。橋の東詰の下町段丘から中町段丘まで、立町新丁と呼ばれる道が段丘崖を上っていた。また、橋の西詰の下町段丘から中町段丘の宮城県仙台第二高等学校正門前に上る道があった。

## 歴史
仲の瀬橋の歴史は江戸時代までさかのぼる。正保年間（1645年から1648年）の絵図に城下町から川内中の坂に至る道が見られ、また延宝年間（1673年から1681年）の絵図では大工橋が見られる。この大工橋が仲の瀬橋である。大工橋は川内大工町に通じる橋であり、仙台藩の史料『伊達治家記録』によれば1694年（元禄7年）に大工橋から中瀬橋に名前が改められたという。史料『残月台本荒萩』には、この当時の仲の瀬橋は、広瀬川の中州を挟んだ東の橋と西の橋だったと記される。東の橋は長さ35間の橋で、橋全体のうち半分が板橋で半分が土橋だったという。また、西の橋は長さ15間の土橋だったという。明治時代になると土橋の部分は改修されて全体が木造橋となった。
昭和の初めの時点で、仲の瀬橋は私設の賃取橋だった。1928年（昭和3年）に行われた東北産業博覧会では、仲の瀬橋の西側の仙台第二中学校（仙台二高）と東側の桜ヶ岡公園（西公園）が会場となった。観覧者の往来に老朽化した橋は危ないということで、博覧会前年の1927年（昭和2年）に仲の瀬橋は宮城県の費用で架け替えられた。この時に動員されたのが第2師団の工兵第2大隊で、20日間の突貫工事で造られた橋は工兵橋とも言われたという。この橋の構造は木造ポニートラス6連で、長さが170.67メートル、有効幅が5メートルだった。
その後、仲の瀬橋はコンクリート橋脚に架かる木造桁橋となった。戦後に川内へ進駐軍が駐留すると、重量のある軍用車が仲の瀬橋を行き来するようになり、橋の老朽化が進んだ。仲の瀬橋は都市計画事業の一環として架け替えられることになり、1956年（昭和31年）に、長さ163.3メートル、幅9メートルのゲルバー型鋼板桁橋に変わった。工費は6146万7000円だった。二層構造の現在橋は1980年（昭和55年）に完成した。